# امریکن آیدل (فصل ۱۲)
| قبلی = امریکن آیدل (فصل ۱۱)
| بعدی = امریکن آیدل (فصل ۱۳)
| سال = ۲۰۱۳
}}
فصل ۱۲ امریکن آیدل (به انگلیسی: American Idol season 12) یک مسابقه خوانندگی آمریکایی است که از ماه ژانویه سال۲۰۱۳ پخش می‌شود. تاکنون تنها داور مشخص شده برای این فصل ماریا کری می‌باشد

## تغییرات
پس از افت شدید رتبه‌بندی این مسابقه در طول ۱۱ فصل، رئیس شبکه رسانه‌ای فاکس اعلام کرد که چندین طرح خلاقانه برای این فصل دارد. در ۱۲ ژوئیه ۲۰۱۲، استیون تایلر گفت که پس از دو فصل از داوری صرف نظر می‌کند. در ۱۳ ژوئیه ۲۰۱۲، جنیفر لوپز هم اعلام کرد که از داوری خارج می‌شود. در ۲۳ ژوئیه ۲۰۱۲، ماریا کری به عنوان داور به این مجموعه اضافه شد. همچنین رایان سیکرست به عنوان مجری در این فصل هم شرکت داشت.
ماریا کری در مصاحبه ای گفت:
بعنوان یک خواننده ترانه‌سرا و تولیدکننده برای من بسیار جالب و خوشحال‌کننده است که بتوانم به آمریکن آیدل برگردم و به استعدادیابی در این برنامه کمک کنم. روزها در استودیو در حال کار روی آلبوم جدیدم هستم که اولین سینگل آن Triumphant یا فریاد پیروزی منتشر شد.